# Anna-Greta Leijon
Anna-Greta Leijon (født Anna-Margareta Maria Lejon 30. juni 1939 i Stockholm, død 11. april 2024) var en svensk politiker (socialdemokrat) som var parlamentsmedlem og statsråd. Leijon var mor til politikeren Britta Lejon (sv).
Leijon måtte gå af som justitsminister i forbindelse med Ebbe Carlsson-affæren.